# Kongo-Rotschenkelhörnchen
Das Kongo-Rotschenkelhörnchen (Funisciurus congicus) ist ein Nagetier aus der Familie der Hörnchen, das Waldgebiete im südwestlichen Afrika bewohnt.
Es ist im Norden bis an den Fluss Kongo verbreitet. Sein Verbreitungsgebiet erstreckt sich von der Demokratischen Republik Kongo über Angola bis ins nördliche Namibia.

## Merkmale
Ausgewachsene Kongo-Rotschenkelhörnchen erreichen eine Gesamtlänge von etwa 30 cm, wobei über die Hälfte der Körperlänge auf den Schwanz entfällt. Die Körperoberseite ist braun bis gelbbraun gefärbt, wird aber auf beiden Körperseiten durch einen weißen Streifen unterbrochen, der sich von den Schultern bis zur Beckenregion zieht. Die Bauchseite ist weiß gefärbt. Die Tiere besitzen verhältnismäßig große weiß umrandete Augen. Der Schwanz wird bei Aktivität halb aufgerichtet über dem Rücken getragen.

## Lebensweise
Kongo-Rotschenkelhörnchen leben in Familiengruppen und begeben sich gemeinsam auf Nahrungssuche. Es werden Sämereien, Früchte, Blätter und Insekten gefressen. Sie halten sich bei der Nahrungssuche sowohl auf dem Boden wie auf den Bäumen auf. Die Individuen warnen sich gegenseitig durch Rufe vor Fressfeinden. Abhängig davon, ob die Gefahr von Greifvögeln oder bodenbewohnenden Raubtieren ausgeht, werden unterschiedliche Warnrufe ausgestoßen. Schlaf-Nester werden aus Pflanzenmaterial in Astgabeln gebaut, die Tiere ruhen jedoch auch in Baumhöhlen.
In der Regel umfasst ein Wurf zwei Jungtiere, die im März oder Oktober geboren werden.

## Gefährdung
Die Art wird von der IUCN als least concern, also nicht gefährdet, eingestuft. Die Bestände gelten als stabil.